# Acaena platyacantha
Acaena platyacantha là loài thực vật có hoa trong họ Hoa hồng. Loài này được Speg. mô tả khoa học đầu tiên.